# Castellare degli Ugurgieri
Il Castellare degli Ugurgieri è una struttura medievale del centro storico di Siena, situata tra via San Vigilio e via Angiolieri.

## Storia e descrizione
Unico e intatto ambiente del genere conservatisi nella città, è un nucleo fortificato medievale, risalente all'inizio del XIII secolo e oggi inglobato nelle cortine murarie degli edifici residenziali circostanti. Si trattava dell'abitazione fortificata già a ridosso delle mura, appartenente alla famiglia Ugurgieri, ricchi feudatari, facenti parte della famiglia dei Berardenghi (derivazione da Ugo di Ruggeri) inurbati e organizzati in consorteria con altre famiglie, che si trovava strategicamente prossima al passaggio della via Francigena (attuali via Banchi di Sotto/via di Pantaneto).
Da un angusto passaggio si accede alla corte del castellare, serrata tra alti paramenti murari ingentiliti da aperture gotiche che rappresentano il retro dell'antica casa-torre familiare (il fronte è su via Angiolieri).
Oggi negli edifici del castellare ha sede la contrada priora della Civetta, che vi tiene anche un museo dotato di pregevoli maioliche medievali rinascimentali.